# Palazzo delle Ferrovie dello Stato

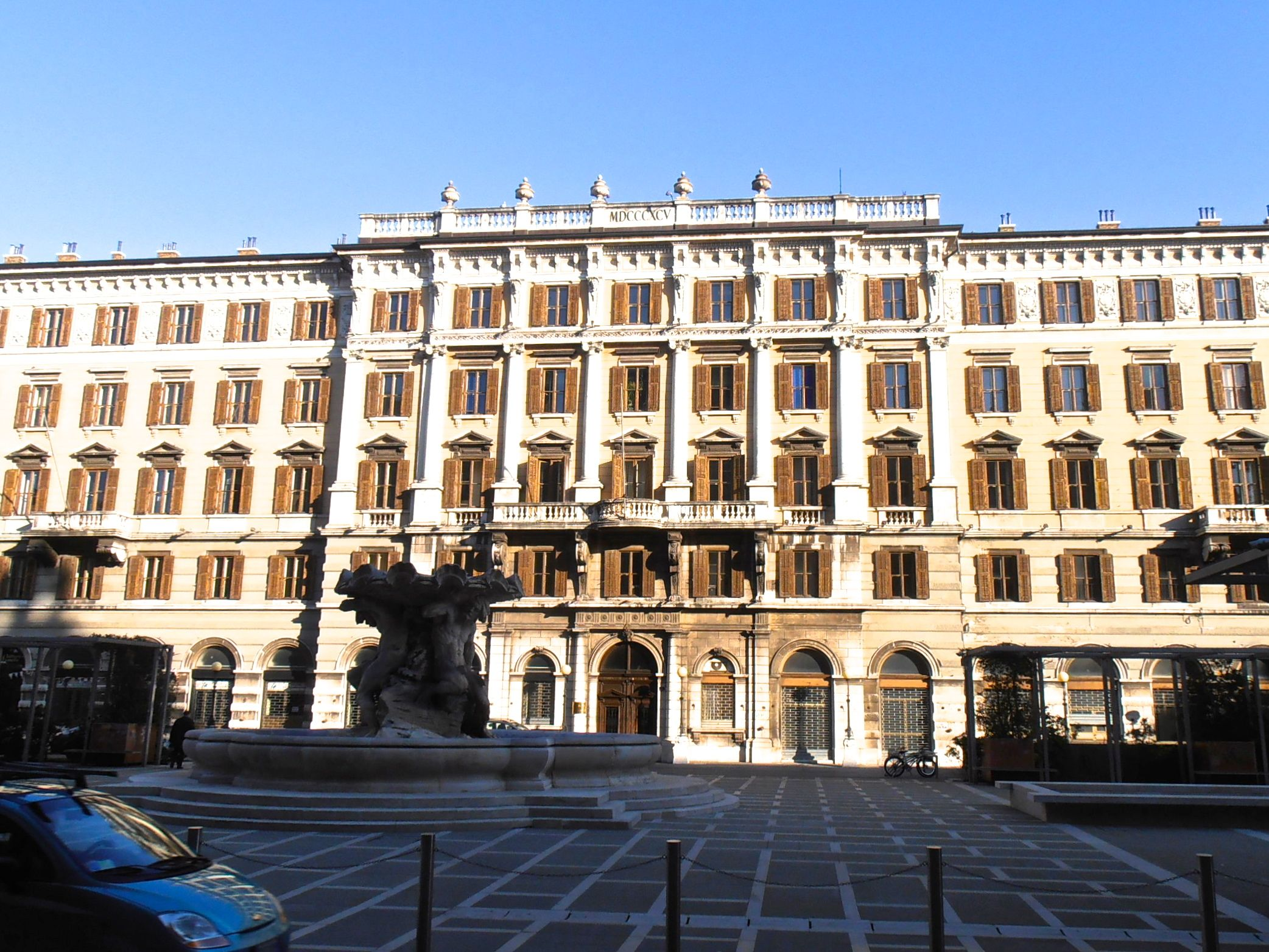
Palazzo delle Ferrovie dello Stato in Triest, Hauptfassade

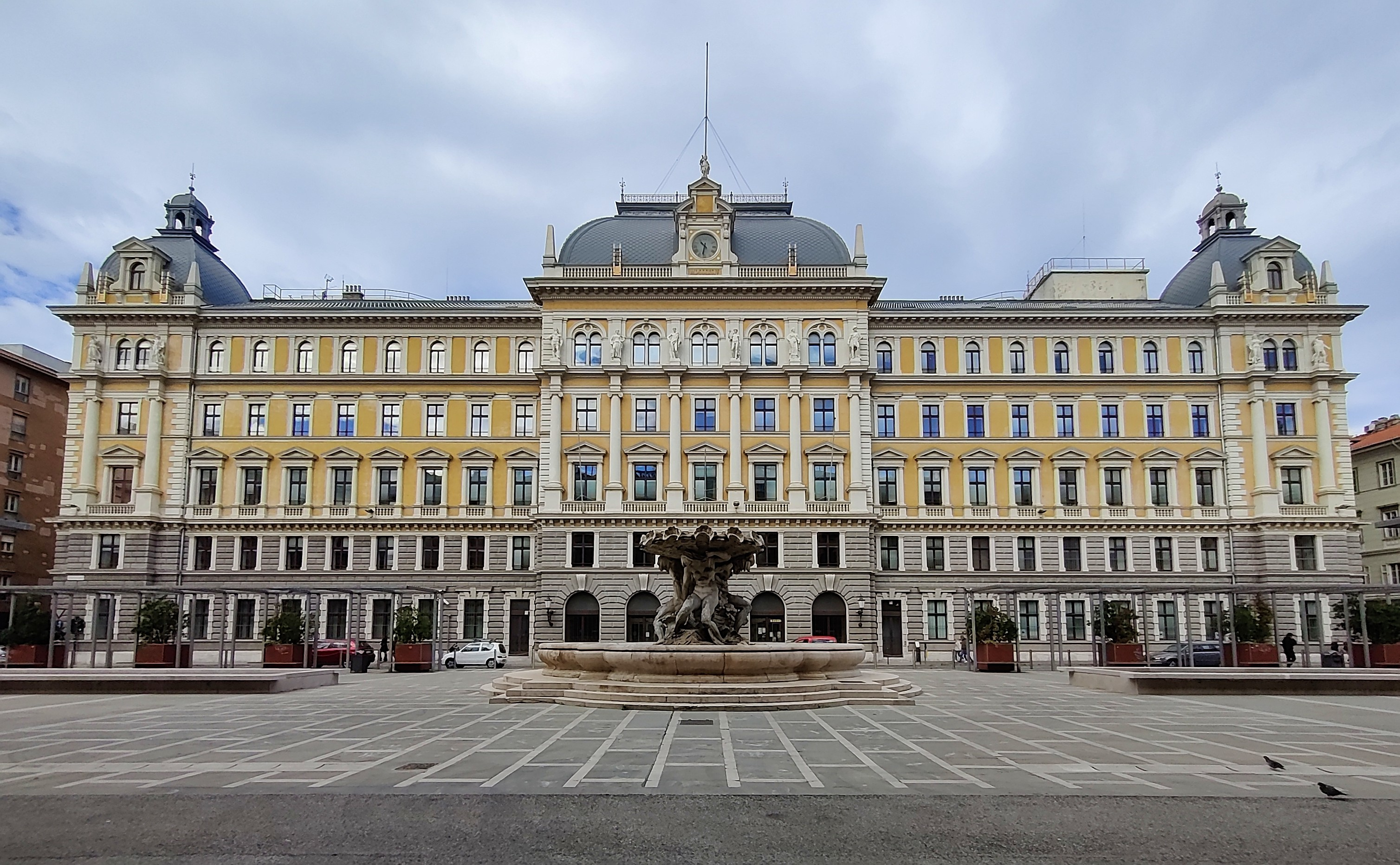
Palazzo delle Ferrovie dello Stato in Triest, Rückfassade

Der Palazzo delle Ferrovie dello Stato ist ein Palast aus dem 19. Jahrhundert in Triest in der italienischen Region Friaul-Julisch Venetien. Das Gebäude liegt an der Piazza Vittorio Veneto 3, ist aber auch von der Via Milano, der Via Galatti und der Via Filzi aus zugänglich.

## Geschichte
Das Gebäude der Bezirksdirektion der Ferrovie dello Stato Italiane wurde in den Jahren 1894–1895 unter der Leitung des Architekten Raimondo Sagors errichtet.
In dem Gebäude waren im Erdgeschoss einige Geschäfte untergebracht, darunter auch das von Ignazio de Brull. Im hinteren Teil des Gebäudes fand sich in der Zeit des Faschismus das Teatro del Dopolavoro Ferroviario (dt.: Feierabendtheater für Eisenbahner). Daraus wurde später das Cinema Vittorio Veneto, das 1949 eingeweiht wurde.
Heute steht der Palast nach der Verlegung der Büros der Eisenbahngesellschaft in andere Räumlichkeiten leer und ist zum Verkauf ausgeschrieben.

## Beschreibung
Der Palast hat fünf Stockwerke. Die Hauptfassade hat im Keller, im Erdgeschoss und im Zwischengeschoss eine Verkleidung mit Bossenwerk, die drei oberen Stockwerke sind verputzt.
Das Erdgeschoss ist mit einer Reihe von Rundbogenöffnungen versehen. Die Fenster des Zwischengeschosses und des obersten Stockwerkes sind rechteckig und kleiner, während die Fenster im ersten Obergeschoss durch dreieckige Tympana bereichert werden. Unterhalb der Fensterbrüstungen im obersten Stockwerk verlaufen Reliefe, die mit Pflanzenmotiven und Bändern verziert sind.
Über den Fenstern des obersten Stockwerkes werden die Dachtraufe und die Balustrade auf dem Dach durch eine Reihe kleiner Konsolen gestützt, die mit Köpfen verziert sind. Das architektonische Schema des Mittelteils der Fassade findet sich auch in den Risaliten an den Seiten, die durch Lisenen anstatt der Halbsäulen gekennzeichnet sind.
Die Seitenfassaden entsprechen dem Aussehen der Hauptfassade, haben aber einfachere Dekorationen.

## Zukunft und mögliche Weiternutzung
Bereits 2004, als der Umzug der Büros der Eisenbahngesellschaft in andere Räumlichkeiten angekündigt wurde, war der Kauf des Palastes durch die Regionalverwaltung von Friaul-Julisch Venetien im Gespräch. Der endgültige Kauf hängt allerdings vom Abschluss aller Käufe und Verkäufe anderer Gebäude ab.
Bis 2008 hat die Eisenbahngesellschaft versucht, den Palast zu verkaufen, aber bisher ohne Erfolg.